# Hermeville
Hermeville là một xã thuộc tỉnh Seine-Maritime trong vùng Normandie miền bắc nước Pháp.

## Huy hiệu
| Arms of Hermeville | The arms of Hermeville are blazoned: Quarterly 1: gules, a dove (descending?) Or; 2: Azure, a dove rising contourny argent; 3: Azure, a sword fesswise argent, garnished Or, and in chief a helm argent; and 4: Gules, a garb Or, tied sable. |

## Dân số
| Năm | 1962 | 1968 | 1975 | 1982 | 1990 | 1999 | 2006 |
| --- | ---- | ---- | ---- | ---- | ---- | ---- | ---- |
| Dân số | 106  | 126  | 239  | 342  | 357  | 372  | 354  |
| From the year 1962 on: No double counting—residents of multiple communes (e.g. students and military personnel) are counted only once. |      |      |      |      |      |      |      |